# Rubioideae
Rubioideae, biljna potporodica, dio porodice Rubiaceae. Postoji 27 tribusa.

## Tribusi
1. Colletoecemateae Rydin & B.Bremer
2. Seychelleeae Razafim., Kainul. & Rydin
3. Ophiorrhizeae Bremek. ex Verdc.
4. Urophylleae Bremek. ex Verdc.
5. Lasiantheae B.Bremer & Manen
6. Perameae Bremek. ex S.P.Darwin
7. Coussareeae Benth. & Hook.f.
8. Schizocoleeae Rydin & B.Bremer
9. Schradereae Bremek.
10. Gaertnereae Bremek. ex S.P.Darwin
11. Craterispermeae Verdc.
12. Mitchelleae Razafim. & B.Bremer
13. Morindeae Miq.
14. Prismatomerideae Ruan
15. Palicoureeae Robbr. & Manen
16. Psychotrieae Cham. & Schltdl.
17. Danaideae B.Bremer & Manen
18. Anthospermeae Cham. & Schltdl. ex DC.
19. Argostemmateae Bremek. ex Verdc.
20. Dunnieae Rydin & B.Bremer
21. Paederieae DC.
22. Theligoneae Baill.
23. Putorieae Sweet
24. Rubieae Baill.
25. Knoxieae Benth. & Hook.f.
26. Triainolepideae
27. Spermacoceae Bercht. & J.Presl